# Chantons à l'école
 (mars 2017).
Si vous disposez d'ouvrages ou d'articles de référence ou si vous connaissez des sites web de qualité traitant du thème abordé ici, merci de compléter l'article en donnant les références utiles à sa vérifiabilité et en les liant à la section « Notes et références ».
Pour plus de détails, voir Fiche technique et Distribution.
Chantons à l'école (Katnip Kollege) est un cartoon Merrie Melodies réalisé par Ben Hardaway, Cal Howard et Cal Dalton en 1938.

## Sortie DVD
- Looney Tunes Collection : Tes héros préférés volume 3